# Маргарита Савойская-Аостская
Маргарита Савойская-Аостская (7 апреля 1930, дворец Каподимонте — 10 января 2022, Базель) — старшая дочь (и ребёнок) Амадея Савойского, 3-го герцога Аостского, и принцессы Анны Орлеанской. Вдова эрцгерцога Роберта Австрийского-Эсте.

## Биография
Родилась 7 апреля 1930 года в семье принца Амадея Савойского-Аостского и принцессы  Анны Орлеанской. У неё есть младшая родная сестра: принцесса Мария Кристина (1933—2023).
Семья Маргариты объявила о её помолвке с Робертом, эрцгерцогом Австрийским-Эсте 20 октября 1953 года. Они поженились 29 декабря 1953 года в Бурк-ан-Бресе на гражданской церемонии и в тот же день в Бру обвенчались. Роберт был вторым сыном бывшего императора Австрии Карла I и Циты Бурбон-Пармской. Роберту было 38 лет, а Маргарите — 23 года. Когда королевская пара прибыла на первую церемонию, сотни австрийцев и итальянцев стояли возле ратуши, где регистрировали брак. На свадьбе присутствовали также бывший король Италии Умберто II и старший брат Роберта, Отто фон Габсбург, претендент на австрийский трон. На Маргарите было атласное платье цвета слоновой кости с длинным шлейфом, прикреплённым к алмазной тиаре.
Пара поселилась в Париже, где Роберт работал банковским служащим. У супругов было пятеро детей: три сына и две дочери.
В 1996 году Маргарита овдовела.
Скончалась 10 января 2022 года в Базеле на 92-м году жизни.

## Дети
- Эрцгерцогиня Мария Беатрис Австрийская-Эсте (род. 11 декабря 1954), муж с 1980 года граф Рипранд фон Арко-Цинненберг (род. 25 июля 1955), правнук последнего короля Баварии Людвига III и Марии Терезии, эрцгерцогини Австрийской-Эсте. У них было шесть дочерей:
  - Графиня Анна Терезия фон унд цу Арко-Цинненберг (род. 1981) — с 29 сентября 2018 года супруга Колина Маккензи. 
    - Жозефина Маккензи (род. 2019)

  - Графиня Маргарита фон унд цу Арко-Цинненберг (род. 1983)
  - Графиня Олимпия фон унд цу Арко-Цинненберг (род. 1988) — с 19 октября 2019 года супруга Жана Кристофа, принца Наполеона.
    - Принц Луи-Шарль Рипран Виктор Жером Мари Наполеон Бонапарт (род. 7 декабря 2022, Париж) — наследник в доме Бонапартов.

  - Графиня Максимилиана Эме Мария фон унд цу Арко-Цинненберг (род. 1990)
  - Графиня Мари Габриэль фон унд цу Арко-Цинненберг (род. 1992)
  - Графиня Джорджиана фон унд цу Арко-Цинненберг (род. 1997)
- Эрцгерцог Лоренц Австрийский-Эсте (род. 16 декабря 1955), женат с 1984 года на бельгийской принцессе Астрид (род. 1962), единственной дочь короля бельгийцев Альберта II. У них три дочери и два сына:
  - Принц Амадео Бельгийский, эрцгерцог Австрийский-Эсте (род. 1986), с 2014 года женат на Элизабет Марии Росбох фон Волькенштайн, двое детей:
    - Эрцгерцогиня Анна Астрид Австрийская-Эсте, принцесса Моденская (род. 17 мая 2016)
    - Эрцгерцог Максимилиан, принц Моденский (род. 6 сентября 2019)
    - Эрцгерцогиня Аликс, принцесса Моденская (род. 2 сентября 2023)

  - Принцесса Мария Лаура Бельгийская, эрцгерцогиня Австрийская-Эсте (род. 1988)
  - Принц Иоахим Бельгийский, эрцгерцог Австрийский-Эсте (род. 1991)
  - Принцесса Луиза-Мария Бельгийская, эрцгерцогиня Австрийская-Эсте (род. 1995)
  - Принцесса Летиция Мария Бельгийская, эрцгерцогиня Австрийская-Эсте (род. 2003)
- Эрцгерцог Герхард Австрийский-Эсте (род. 30 октября 1957), с 2015 года женат на Ирис Jandrasits (род. 1961)
- Эрцгерцог Мартин Австрийский-Эсте (род. 21 декабря 1959), женат с 2004 года на принцессе Екатерине Изенбургской (род. 21 октября 1971), дочери Франца-Александра, принца Изенбургского, и сестре Софии, принцессы Прусской (род. 1978). У них три сына и дочь:
  - Эрцгерцог Бартоломей Австрийский-Эсте (род. 2006)
  - Эрцгерцог Эммануэль Австрийский-Эсте (род. 2008)
  - Эрцгерцогиня Хелена Австрийская-Эсте (род. 2009)
  - Эрцгерцог Луиджи Австрийский-Эсте (род. 2011)
- Эрцгерцогиня Изабелла Австрийская-Эсте (род. 2 марта 1963), муж с 1997 года граф Андраш Зарноки-Лукеши (род. 21 апреля 1960). У них есть три сына и дочь:
  - Альвизе Зарноки-Лукеши (род. 1999)
  - Карло Зарноки-Лукеши (2000)
  - Мария Анна Зарноки-Лукеши (род. 2002)
  - Алессандро Зарноки-Лукеши (род. 2004)